# Tide of Empire
Tide of Empire (bra Ouro Redentor) é um filme estadunidense de 1929, um drama de faroeste dirigido por Allan Dwan.